# Peder Møller
Peder Møller (28 février 1877, Brønderslev - 1er juillet 1940, Copenhague) est un violoniste et pédagogue danois du début du XXe siècle.

## Biographie
Peder Møller a inspiré et créé le Concerto pour violon de Carl Nielsen, le 28 février 1912, jour anniversaire de Møller, durant le même concert où la symphonie nº 3 de Nielsen a été créée. Peder Møller s'est produit en soliste à Oslo, Stockholm, Paris, Berlin et d'autres endroits. 
Il a aussi joué en tant que musicien de chambre en trio avec Agnes Adler (piano) et Louis Jensen (violoncelle).
Peder Møller a joué au sein de l'Orchestre royal du Danemark en 1910, avant de vivre à Paris pendant 15 ans.
Il a été professeur à l'Académie royale danoise de musique où il a enseigné le violon au compositeur danois Knudåge Riisager, dont la première composition, le Quatuor à cordes nº 1, a été créée par le Quatuor Peder Møller en 1919.